# دومينيك يفبفر
دومينيك يفبفر هو سياسي فرنسي، ولد في 7 مايو 1956 في مدينة روبيه في فرنسا. نشط حزبياً في الحزب الاشتراكي.

## مناصب
- انتخب  لترشحه ضمن قائمة سيرجي، خلال فترته النيابية ‏ (30 مارس 2014 – ).
- انتخب  خلال فترته النيابية ‏.
- انتخب Mayor of Cergy ‏ (29 فبراير 1996 – 11 يناير 2013).
- انتخب نائب فرنسي عن دائرة Val-d'Oise's 10th constituency [الإنجليزية]‏ خلال فترته النيابية (20 يونيو 2012 – 20 يونيو 2017).